# Eisspatel
Ein Eisspatel ist eine Form eines Spatels, ein zum einmaligen Gebrauch gedachtes Essbesteck zum Schaben oder Löffeln von Speiseeis.
Üblicherweise wird er in Eisdielen Speiseeis-Portionen beigefügt, sofern diese für den Verzehr außer Haus bestimmt sind und nicht in einem Waffelhörnchen, sondern im Becher gereicht werden.

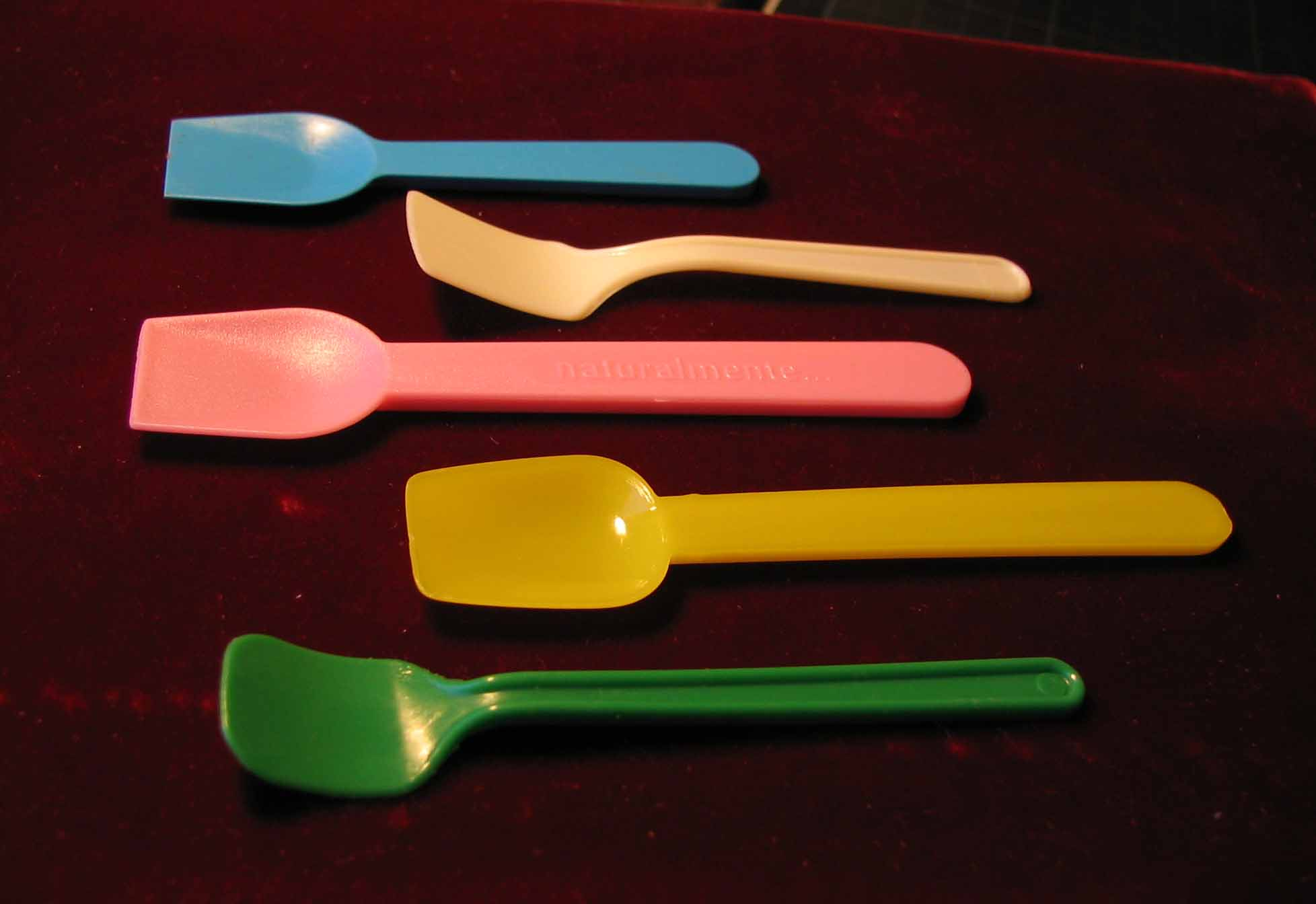
Eisspatel in verschiedenen Formen und Farben

## Aussehen

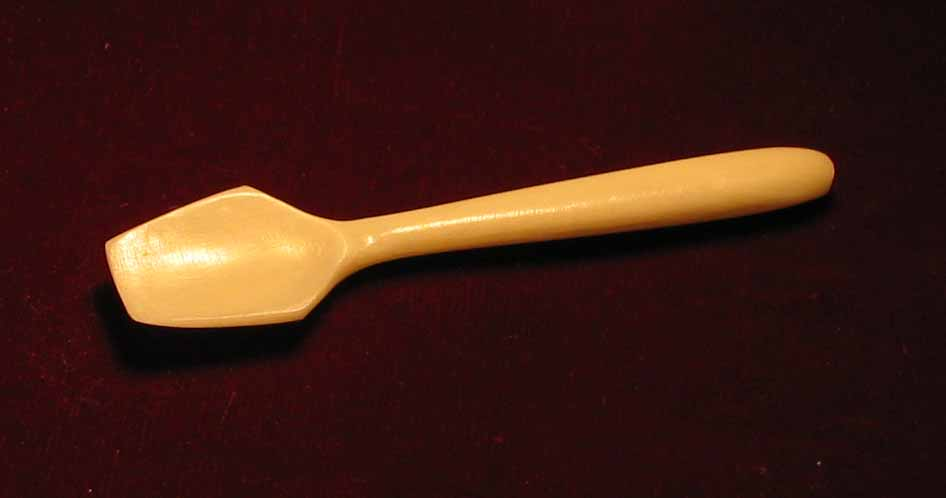
Eisspatel aus Bein

Es handelt sich um einen etwa 8 cm langen Wegwerfartikel, der in vielen Farben (sowohl transparent als auch undurchsichtig) und einigen Formvariationen auf dem Markt ist. Eisspatel bestehen typischerweise aus Kunststoff oder – seltener – aus Holz, auf mittelalterlichen Handwerksmärkten wird manchmal auch eine handgefertigte Version aus Bein angeboten. 

## Etymologie
Umgangssprachlich schlicht als Eislöffelchen bezeichnet, ist der Eisspatel nicht nur wegen seiner Form, sondern auch aufgrund seiner Sprachherkunft eher mit den Werkzeugen Spaten und Spachtel verwandt; alle drei Bezeichnungen wurzeln in dem lateinischen Begriff „spatula“.

## Sonstiges
Der Preis für Kunststoff-Eisspatel entspricht im Fachhandel (inkl. Mehrwertsteuer) dem Gebrauchszweck. Dieser recht geringe Preis macht den Eisspatel trotz der ökologischen Bedenklichkeit zu einem günstigen Hilfsmittel und verleitet hier und da auch zu Zweckentfremdungen, sei es als Kinderspielzeug, als Werkzeug zum Farbauftrag in der Malerei oder als Kunstsujet.

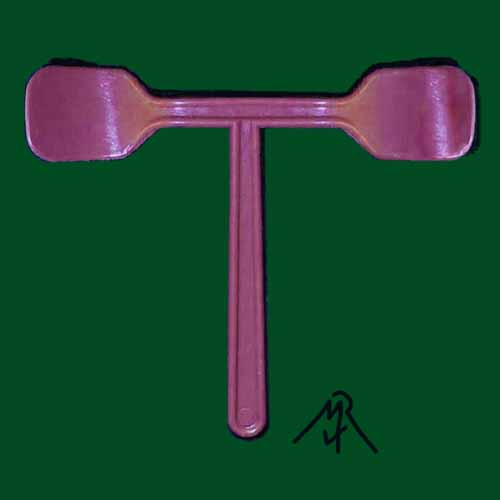
Eisspatel als Kunstsujet: "Honeymoon" von Marc van Riehl